# Pelageja Danilova
Pelageja Aleksandrovna Danilova (Russisch: Пелагея Александровна Данилова) (Boroviki (Oblast Pskov), 4 mei 1918 - Sint-Petersburg, 30 juli 2001) was een turnster uit de Sovjet-Unie. Ze vertegenwoordigde haar vaderland op de Olympische Zomerspelen 1952 in Helsinki. 
Danilova won samen met haar landgenoten de gouden medaille in de landenwedstrijd en de zilveren medaille in de landenwedstrijd draagbaar gereedschap. Individueel was de vierde plaats aan de brug haar beste prestatie in de meerkamp werd zij zevende.
In 1954 werd Danilova wereldkampioen in de landenwedstrijd.

## Resultaten

### Olympische Zomerspelen
| Jaar | Plaats   | Resultaten                                                                                                  |
| ---- | -------- | --- |
| 1952 | Helsinki | landenwedstrijd landenwedstrijd draagbaar gereedschap sprong 7e in de meerkamp 4e aan de brug 9e op de balk |

### Wereldkampioenschappen
| Jaar | Plaats | Resultaten      |
| ---- | ------ | --------------- |
| 1954 | Rome   | Landenwedstrijd |